# A Letter Home
A Letter Home è il 34° album discografico in studio del musicista canadese Neil Young, pubblicato nel 2014.

## Il disco
Il disco consiste di 12 brani, di cui un'introduzione e 11 cover di altrettanti artisti del panorama rock.
Nei brani On the Road Again e I Wonder If I Care as Much partecipa, alla voce e al piano, il musicista Jack White. Inoltre il disco è stato pubblicato proprio per l'etichetta discografica che fa riferimento a White, la Third Man.

## Tracce
1. A Letter Home Intro – 2:16
2. Changes – 3:56 (Phil Ochs)
3. Girl from the North Country – 3:32 (Bob Dylan)
4. Needle of Death – 4:57 (Bert Jansch)
5. Early Morning Rain – 4:24 (Gordon Lightfoot)
6. Crazy – 2:16 (Willie Nelson)
7. Reason to Believe – 2:47 (Tim Hardin)
8. On the Road Again – 2:23 (Willie Nelson)
9. If You Could Read My Mind – 4:04 (Gordon Lightfoot)
10. Since I Met You Baby – 2:13 (Ivory Joe Hunter)
11. My Hometown – 4:08 (Bruce Springsteen)
12. I Wonder If I Care as Much – 2:29 (The Everly Brothers)

## Classifiche
| Classifica (2014)                   | Posizione raggiunta |
| ----------------------------------- | ------------------- |
| Italia (FIMI)                       | 41                  |
| Regno Unito (Official Albums Chart) | 17                  |
| Stati Uniti (Billboard 200)         | 13                  |